# Marina Duarte
Marina Duarte Ferreira Maidana (Campo Grande, 1993) é uma ilustradora e quadrinista brasileira. Conhecida principalmente por seu trabalho na Revista Badaró, é uma das principais representantes do jornalismo em quadrinhos no Brasil. 
Marina foi premiada com a Menção Honrosa no 43º Prêmio Jornalístico Vladimir Herzog em 2021, pelas ilustrações na matéria  "LGBTfobia está atrelada ao processo de colonização", na categoria Arte. No mesmo ano, foi segundo lugar na categoria universitária do Prêmio Mosca de Jornalismo, pelas ilustrações na reportagem "'Infelizmente a Covid chegou', relata neto de indígena morto em aldeia de MS", que contou com texto de Guilherme Correia e Adrian Albuquerque. 
Em 2023, junto a Guilherme Correia, Iara Cardoso e Norberto Liberator, foi agraciada com o Prêmio Megafone na categoria Reportagem em Mídia Independente, pela reportagem em quadrinhos "Um povo, três massacres". 
Marina também foi selecionada pelo Itaú Cultural, em 2021, para compor o projeto Gibi MS, que resultou na história em quadrinhos "Quebra Torto", junto a outros quadrinistas sul-mato-grossenses. Em 2020 e 2021, também expôs no Artist's Valley da CCXP.